# K3リーグ (2007–2019)
旧K3リーグ（朝鮮語: K3리그）は、大韓民国のアマチュアサッカーリーグ。
2007年にKリーグ（1部相当）、ナショナルリーグ（2部）に次ぐ3部リーグとして創設された。2013年にKリーグが2部構成となったため4部相当のリーグとなり、さらに2017年にはK3リーグ自体がアドバンス（4部相当）とベーシック（5部相当）の2部構成とされた。
2019年限りで廃止。2020年シーズンから従来のナショナルリーグとK3リーグアドバンスに代わって新K3リーグが、K3リーグベーシックに代わってK4リーグがそれぞれ創設された。

## 歴史
- 2007年、10チームでリーグ誕生。（K3リーグとして）
- 2008年、大邱韓国パワートレインが脱退、7チームが新たに加わり計16チームとなる。
- 2008年シーズン中、昌原ユナイテッドが脱退。
- 2009年、ソウルパバルFCが脱退。清州興徳FC、利川市民サッカー団、ソウルマルティスFC が新規加盟。
- 2010年、全州オンゴウルが脱退。春川市民サッカークラブ、全南霊光FCが新規加盟。華城シンウ電子が三陟市に移転。
- 2011年、チャレンジャースリーグに改称。
- 2012年、牙山ユナイテッドが脱退。
- 2013年　富川FC1995と南楊州ユナイテッドが脱退（このうち富川はKリーグチャレンジ（新2部）に加盟）、金浦市民サッカークラブと華城FCが新規加盟
- 2015年、K3リーグに再改名[1]。ソウルマルティスFCが運営面の不備を指摘され５年間の資格停止処分になる。
- 2016年、全南霊光FCが脱退。
- 2017年、アドバンスト（ADVANCED、어드밴스）とベーシック（BASIC、베이직）の2部体制となる[2]。
- 2018年、ベーシックリーグの釜山FCが昇格プレーオフを前に資金難で脱退。
- 2019年、アドバンスリーグの清州FCと清州シティが合併。蔚山市民サッカー団がベーシックリーグ参入。FC議政府と伕余FCが脱退。アドバンス12、ベーシック8クラブとなる。

## 試合形式
アドバンストは総当たり22試合を行い、チャンピオンシップは1位と2位から5位のプレーオフ勝者がホーム・アンド・アウェー式で優勝決定戦を行う。
アドバンストの下位とベーシックの上位それぞれ2チームが自動入れ替え、アドバンスト10位とベーシックの3位から5位のプレーオフ勝者が入れ替え戦を行う。

## 参加クラブ
| クラブ名                                    | ホームタウン       | 加盟年度                                                                   |
| ------------------------------------------- | ------------------ | -------------------------------------------------------------------------- |
| アドバンスト                                |                    |                                                                            |
| 慶州市民サッカークラブ                      | 慶尚北道慶州市     | 2008年                                                                     |
| 抱川市民サッカークラブ                      | 京畿道抱川市       | 2008年                                                                     |
| 利川市民サッカー団                          | 京畿道利川市       | 2009年                                                                     |
| 金浦市民サッカークラブ                      | 京畿道金浦市       | 2013年                                                                     |
| 春川市民サッカークラブ                      | 江原道春川市       | 2010年                                                                     |
| 清州FC（旧：清州シティFCと清州FCの合併）    | 忠清北道清州市     | 2019年                                                                     |
| 華城FC                                      | 京畿道華城市       | 2013年                                                                     |
| 楊平FC                                      | 京畿道楊平郡       | 2016年                                                                     |
| 平沢市民フットボールクラブ                  | 京畿道平沢市       | 2017年                                                                     |
| 坡州市民サッカークラブ                      | 京畿道坡州市       | 2012年                                                                     |
| 始興市民フットボールクラブ                  | 京畿道始興市       | 2015年                                                                     |
| 忠州市民フットボールクラブ                  | 忠清北道忠州市     | 2018年                                                                     |
| ベーシック                                  |                    |                                                                            |
| 全州市民フットボールクラブ（旧：全州EM FC） | 全羅北道全州市     | 2007年                                                                     |
| 中浪コーラスムスタング                      | ソウル特別市中浪区 | 2012年                                                                     |
| 楊州市民サッカー団                          | 京畿道楊州市       | 2007年                                                                     |
| 驪州世宗フットボールクラブ                  | 京畿道驪州市       | 2018年                                                                     |
| 平昌FC（旧：光州光山FC）                    | 江原道平昌郡       | 2008年                                                                     |
| 高陽市民サッカークラブ                      | 京畿道高陽市       | 2008年                                                                     |
| ソウルユナイテッド                          | ソウル特別市松坡区 | 2007年                                                                     |
| 蔚山市民サッカー団                          | 蔚山広域市中区     | 2019年                                                                     |
| 参加停止・消滅チーム                        |                    |                                                                            |
| 大邱韓国パワートレイン                      | 慶尚北道大邱広域市 | 2007年(2008年シーズン前に親会社の兵役義務違反疑惑により脱退)               |
| 昌原ユナイテッド                            | 慶尚南道昌原市     | 2007年(2008年シーズン途中に資金難により脱退)                               |
| ソウルパパルFC                              | ソウル特別市恩平区 | 2007年(2009年シーズンから所属選手の八百長事件疑惑により脱退)               |
| 全州オンゴル                                | 全羅北道全州市     | 2007年(2010年シーズンより脱退)                                             |
| 龍仁市民サッカークラブ                      | 京畿道龍仁市       | 2007年(2010年シーズンよりナショナルリーグに参戦するが2016年シーズンで廃部) |
| 三陟神佑電子                                | 江原道三陟市       | 2007年(2011年シーズンより親会社経営難により脱退)                           |
| 南楊州市民サッカーチーム                    | 京畿道南楊州市     | 2007年(2013年シーズンより脱退)                                             |
| 牙山ユナイテッド                            | 忠清南道牙山市     | 2007年(2014年シーズンより経営難により脱退、天安FCと合併)                   |
| ソウルFCマルティス                          | ソウル特別市江北区 | 2009年(選手数不足の試合を繰り返したため2016年より5年間参加資格剥奪)        |
| 全南霊光FC                                  | 全羅南道霊光郡     | 2010年（2017年より参加停止）                                               |
| 釜山FC                                      | 釜山広域市         | 2017年(2018年プレーオフより資金難で参加停止)                               |
| 扶餘FC                                      | 忠清南道扶餘郡     | 2016年(2019年脱退)                                                         |
| FC議政府                                    | 京畿道議政府市     | 2014年(2019年脱退)                                                         |

## 過去の参加クラブ
| クラブ名               | ホームタウン   | 参加期間        | 備考                       |
| ---------------------- | -------------- | --------------- | -------------------------- |
| 大邱韓国パワートレイン | 大邱広域市     | 2007年          |                            |
| 昌原ユナイテッド       | 慶尚南道昌原市 | 2007年 - 2008年 |                            |
| ソウルパバルFC         | ソウル特別市   | 2007年 - 2008年 |                            |
| 全州オンゴウル         | 全羅北道全州市 | 2008年 - 2009年 |                            |
| 龍仁FC                 | 京畿道龍仁市   | 2007年 - 2010年 |                            |
| 三陟シンウ電子         | 江原道三陟市   | 2007年 - 2010年 |                            |
| 富川FC 1995            | 京畿道富川市   | 2008年 - 2012年 | Kリーグ（2部）加盟の為退会 |
| 南楊州ユナイテッド     | 京畿道南楊州市 | 2008年 - 2012年 |                            |
| ソウルマルティスFC     | ソウル特別市   | 2009年 - 2015年 |                            |
| 牙山ユナイテッド       | 忠清南道牙山市 | 2007年 - 2013年 |                            |

## 歴代優勝クラブ
| 年   | 優勝クラブ             |
| ---- | ---------------------- |
| 2007 | ソウルユナイテッド     |
| 2008 | 楊州市民サッカー団     |
| 2009 | 抱川市民サッカークラブ |
| 2010 | 慶州市民サッカークラブ |
| 2011 | 慶州市民サッカークラブ |
| 2012 | 春川市民サッカークラブ |